# Sparganiaceae
Famille
Classification APG II (2003)
Classification APG III (2009)
La famille des Sparganiaceae est constituée de plantes monocotylédones ; elle comprend une vingtaine d'espèces appartenant au genre Sparganium L.
Ce sont des plantes aquatiques, rhizomateuses ou parfois flottantes, des fossés et bord des eaux calmes, des régions froides ou tempérées, plus rarement tropicales.
Elle est représentée en France notamment par le rubanier d'eau (Sparganium erectum L.) ou rubanier rameux.

## Étymologie
Le nom vient du genre Sparganium, issu du grec σπαργανιος / sparganios, «  enveloppé de langes ».

## Classification
En classification phylogénétique APG III (2009) cette famille est invalide et ses genres sont incorporés dans la famille Typhaceae.